# 1975.
◄ | 19. stoljeće | 20. stoljeće | 21. stoljeće | ►
◄ | 1940-ih | 1950-ih | 1960-ih | 1970-ih | 1980-ih | 1990-ih | 2000-ih | ►
◄◄ | ◄ | 1972. | 1973. | 1974. | 1975. | 1976. | 1977. | 1978. | ► | ►►
Arhitektura • Astronautika • Astronomija • Biologija • Film • Fotografija • Glazba • Kazalište • Kemija • Kiparstvo • Knjige • Književnost • Kršćanstvo • Meteorologija • Medicina • Planinarstvo • Politika • Pravo • Promet • Slikarstvo • Strip • Šport • Televizija • Znanost • Zrakoplovstvo • Željeznički promet

## Događaji
- 22. siječnja – Na prvu obljetnicu epiloga sudskog procesa Roe protiv Wade, održan prvi Hod za život u američkom glavnom gradu Washingtonu na kojem se okupilo 20.000 ljudi, koji će pokrenuti pokretanje sličnih inicijativa diljem SAD-a i svijeta.
- 5. listopada – Američko istražno povjerenstvo ustvrdilo je da je američka tajna služba CIA 1960-ih godina nekoliko puta pokušala ubiti kubanskog predsjednika Fidela Castra.
- 29. prosinca – Eksplozija bombe u zračnoj luci LaGuardia u New Yorku, 11 poginulih. Iako za napad nitko nije preuzeo odgovornost, sumnjalo se da iza njega stoje hrvatski "nacionalisti".

### Glazba
- U Zagrebu se osniva sastav Parni valjak, koji ubrzo postaje jedan od najvećih sastava u Hrvatskoj i Jugoslaviji.
- Sastav Bee Gees u Sjedinjenim Državama objavljuje studijski album Main Course. Album ih vraća u sam vrh američkih i britanskih top ljestvica na kojima tri godine nisu imali većeg uspjeha.

## Rođenja

### Siječanj – ožujak
- 6. siječnja – Enis Bešlagić, bosanskohercegovački glumac
- 13. siječnja – Matej Mamić, hrvatski košarkaš
- 1. veljače – Big Boi, američki hip-hoper
- 10. veljače – Marijan Kustić, hrvatski sportski djelatnik i političar
- 22. veljače – Drew Barrymore, američka glumica
- 15. ožujka – Eva Longoria Parker, američka glumica i model
- 15. ožujka – Branislava Vičar, slovenska feministica, jezikoslovka i aktivistinja
- 17. ožujka – Hrvoje Kečkeš, hrvatski glumac
- 24. ožujka – Davor Vugrinec, hrvatski nogometaš

### Travanj – lipanj
- 2. travnja – Pedro Pascal, čileanski i američki glumac
- 6. travnja – Zach Braff, američki glumac
- 25. travnja – Emily Bergl, američko-britanska glumica
- 5. svibnja – Ivica Pucar, hrvatski glumac
- 6. svibnja – Martina Tomčić, hrvatska operna pjevačica
- 10. svibnja – Branka Bebić, hrvatska manekenka
- 17. svibnja – Mario Kovačević, hrvatski nogometaš i nogometni trener
- 27. svibnja – André 3000, američki hip-hoper
- 4. lipnja – Angelina Jolie, američka filmska glumica
- 7. lipnja – Allen Iverson, američki košarkaš
- 27. lipnja – Tobey Maguire, američki filmski glumac

### Srpanj – rujan
- 6. srpnja – 50 Cent, američki reper
- 15. srpnja – Žydrūnas Savickas, litavski snagator
- 23. srpnja – Mario Tokić, hrvatski nogometaš
- 2. kolovoza – Ana Marija Bokor, hrvatska glumica
- 7. kolovoza – Charlize Theron, južnoafrička glumica
- 22. kolovoza – Rodrigo Santoro, brazilski glumac
- 23. kolovoza – Igor Kačić, najmlađa žrtva pokolja na Ovčari († 1991.)
- 31. kolovoza – Sara Ramirez, meksičko-američka glumica
- 2. rujna – Jelena Pavičić Vukičević, vršiteljica dužnosti gradonačelnika Zagreba
- 9. rujna – Michael Bublé, kanadski pjevač i glumac
- 13. rujna – Ines Bojanić, hrvatska glumica

### Listopad – prosinac
- 9. listopada – Kate Winslet, britanska glumica
- 9. listopada – Mark Viduka, australski nogometaš
- 25. listopada – Mario Kovač, hrvatski kazališni i filmski redatelj
- 14. studenog – Gabriela Szabo, rumunjska atletičarka
- 15. studenog – Boris Živković, hrvatski nogometaš
- 26. studenog – DJ Khaled, američki producent i DJ
- 4. prosinca – Igor Hinić, hrvatski vaterpolist
- 17. prosinca – Milla Jovovich, američka glumica
- 30. prosinca – Tiger Woods, američki igrač golfa

### Nepoznat datum rođenja
- Nataša Dangubić, hrvatska glumica

## Smrti

### Siječanj – ožujak
- 15. veljače – Mihael Sopoćko, poljski rimokatolički svećenik, blaženik (* 1888.)
- 24. veljače – Vjekoslav Štefanić, hrvatski filolog (* 1900.)
- 7. ožujka – Mihail Bahtin, ruski filozof i teoretičar književnosti (* 1895.)
- 13. ožujka – Ivo Andrić, hrvatski,bosanski i srpski prozaik,književnik i diplomat (* 1892.)
- 15. ožujka – Aristoteles Onassis, grčki brodovlasnik (* 1906.)

### Travanj – lipanj
- 7. travnja – Krsto Hegedušić, hrvatski slikar (* 1901.)
- 12. travnja – Josephine Baker, američko-francuska glumica, pjevačica i plesačica (* 1906.)
- 29. travnja – Stjepan Gomboš, hrvatski arhitekt (* 1895.)
- 3. lipnja – Eisaku Satō, japanski političar i nobelovac (* 1901.)

### Srpanj – rujan
- 15. kolovoza – Sheikh Mujibur Rahman, bangladeški političar (* 1920.)
- 29. kolovoza – Éamon de Valera, irski političar i državnik (* 1882.)
- 15. rujna – Pavel Suhoj, bjeloruski konstruktor aviona (* 1895.)
- 20. rujna – Saint-John Perse, francuski pjesnik i diplomat (* 1887.)

### Listopad – prosinac
- 16. listopada – Don Barclay, američki filmski glumac (* 1892.)
- 27. listopada – Bogoljuba Jazvo, hrvatska redovnica i humanitarka (* 1897.)
- 11. studenog – Mina Witkojc, donjolužička pjesnikinja  (* 1893.)
- 20. studenog – Francisco Franco, španjolski političar (* 1892.)
- 4. prosinca – Hannah Arendt, njemački filozof (* 1906.)
- 7. prosinca – Mara Švel-Garmišek, hrvatska književnica (* 1900.)
- 19. prosinca – Josip Salač, zagrebački biskup (* 1908.)
- 29. prosinca – Graham Hill, britanski vozač Formule 1 (* 1929.)

## Nobelova nagrada za 1975. godinu
- Fizika: Aage Niels Bohr, Ben R. Mottelson i James Rainwater
- Kemija: John Warcup Cornforth i Vladimir Prelog
- Fiziologija i medicina: David Baltimore, Renato Dulbecco i Howard Martin Temin
- Književnost: Eugenio Montale
- Mir: Andrej Dmitrijevič Saharov
- Ekonomija: Leonid Kantorovich i Tjalling Koopmans

## Vanjske poveznice
|  | Zajednički poslužitelj ima još gradiva o temi 1975. |